# Johann Heinrich Strack

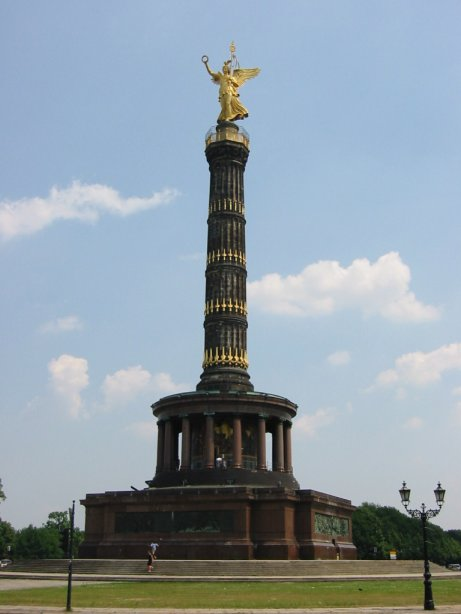
Dzieło Stracka - berlińska Kolumna Zwycięstwa

Johann Heinrich Strack (ur. 6 lipca 1805 w Bückeburgu, zm. 13 czerwca 1880 w Berlinie) – niemiecki architekt, działający głównie w Berlinie i okolicach. 

## Życiorys
Kształcił się w Berlinie na tamtejszych Akademii Sztuk Pięknych i w Akademii Budownictwa. Po studiach pracował początkowo w zespołach kierowanych przez Karla Friedricha Schinkla (1825-1832, aranżacja apartamentów następcy tronu) i Friedrich August Stüler (1827-1830; rozbudowa pałacu księcia Karola). Od 1829, gdy w ciągu dwóch lat nadzorował rozbudowę pałacu księcia Alberta, prowadził też samodzielne prace. W 1839 został wykładowcą Berlińskiej Akademii Sztuk Pięknych. Większość projektów i realizacji Stracka powstało dla Berlina i Poczdamu, wykonywał też prace w innych miastach Niemiec, np. we Wrocławiu. W 1866 odznaczony został Pour le Mérite za Naukę i Sztukę.

## Wybrane realizacje Stracka
- 1845–1849: zamek Babelsberg w Poczdamie (razem z Schinklem i Persiusem
- 1847: cokół pomnika Fryderyka Wielkiego na wrocławskim Rynku
- pałace Altes Palais 1854 i Kronprinzenpalais (rozbudowa) 1856–1858 przy reprezentacyjnej ulicy Berlina Unter den Linden
- 1867-1868: prace przy upiększeniu Bramy Brandenburskiej
- 1869–1873: berlińską kolumnę zwycięstwa Siegessäule
- 1866–1875: gmach Starej Galerii Narodowej (Alte Nationalgalerie) na berlińskiej Wyspie Muzeów
- wieże: Flatowturm (1853–1856) i Gerichtslaube (1870/1871) w parku Babelsberg